# جائزة إسبانيا الكبرى للدراجات النارية 2009
جائزة إسبانيا الكبرى للدراجات النارية 2009 هو سباق دراجات نارية أقيم بتاريخ 3 مايو 2009 في حلبة خيريز. كان الجولة الثالثة من أصل 17 في سباق الجائزة الكبرى للدراجات النارية موسم 2009. فاز الإيطالي فالنتينو روسي بفئة الموتو جي بي بينما جاء الإسباني داني بيدروسا في المركز الثاني وحصل على المركز الثالث الأسترالي كيسي ستونر.

## وصلات خارجية
- الموقع الرسمي